# Nattriken
Nattrikken è un cortometraggio norvegese del 2020 scritto e diretto da Eirik Tveiten. 

## Trama
Ebba, affetta da nanismo, aspetta l'arrivo di un tram. Quando arriva, il controllore esce per andare alla toilette e le impedisce di salire a bordo senza la sua presenza. A causa del freddo, Ebba sale comunque di nascosto a bordo e gioca curiosamente con i comandi del conduttore cercando di chiudere le porte. Quando accidentalmente fa muovere il tram, decide di proseguire per evitare la rappresaglia del conduttore indignato.
Alla fermata successiva, tra i passeggeri ci sono un giovane maleducato, Allan, il suo amico Benjamin e Ariel, una donna trans. Un ignaro Allan flirta con Ariel, ma si arrabbia quando scopre l'identità di genere di Ariel e si indigna per la presunzione che Ariel stia cercando di ingannarlo per fare sesso. Allan e Benjamin iniziano a molestare Ariel e, nonostante le richieste di aiuto di Ariel, Ebba, intimidita, inizialmente ignora il confronto. Tuttavia, dopo che Ariel fugge per cercare di scendere dal tram, Ebba ritrova il coraggio e affronta i due uomini, ignorando le osservazioni taglienti di Allan sul suo aspetto fisico. Ebba inganna Allan per fargli guidare il tram e parte con Ariel, lasciando il resto dei passeggeri sotto shock.
Mentre il tram si allontana con Allan ai comandi, Ebba si siede con Ariel su una panchina vicina e le due legano. Vedono un'auto della polizia che insegue il tram delinquente e si scambiano un sorriso, sapendo che Allan avrà presto la sua rivincita. 

## Riconoscimenti
- 2023 - Premio Oscar

- Candidatura al miglior cortometraggio[1][2]